# 3483 Svetlov
3483 Svetlov è un asteroide della fascia principale. Scoperto nel 1976, presenta un'orbita caratterizzata da un semiasse maggiore pari a 1,9326429 UA e da un'eccentricità di 0,1249322, inclinata di 23,61181° rispetto all'eclittica.